# NK-klockan
NK-klockan är en roterande neonskylt i Stockholm som finns på taket av varuhuset NK vid Hamngatan 18–20. Den monterades 1939 på det nära varuhuset då belägna Telefontornet, togs ner 1952 och fick i slutet av 1953 sin nuvarande plats.
Den roterande skylten med sju meters diameter hade NK:s välbekanta logotyp i grönlysande neonrör på en sida och en klocka i rödlysande neonrör på den andra. Ett helt varv tar 15 sekunder, dvs. 4 varv på 1 minut. Klockan var på sin tid Europas största roterande skylt.

## Historik
NK-klockan konstruerades och tillverkades 1939 av Ingenjörsfirman Teknik ASEA under medverkan av Ruben Morne. NK:s logotyp är dock äldre än så; den ritades redan 1902 av David Blomberg.  
Hela den roterande klockan är 7 meter i diameter och väger 7 ton. Bara minutvisaren är 4,5 m lång med vikt 44 kg. Vid uppförandet satt 22 mm neonrör monterade på respektive sida med en total längd på 105 meter, väderskyddade transformatorer byggdes in i urtavlan. Klockan tändes första gången den 2 oktober 1939.  
Ursprungligen satt NK-klockan på det 45 meter höga Telefontornet, uppfört 1887 nära Brunkebergstorg. Uret monterades ned den 15 september 1952 eftersom Telefontornet skulle rivas. I december 1953 monterades klockan med logotypen på en cirka 25 meter hög mast på NK:s tak. Spiraltrappan i masten som leder upp till klockan ritades av Hans Asplund. År 1983 togs klockan ned för renovering. Sedan dess roterar urtavlan igen och har blivit ett bekant inslag i Stockholms stadsbild. 2012 byttes de 92 meter långa neonrören ut mot LED-teknik av Focus Neon med liknande utseende. Skylten tål väderpåverkan bättre och blir därför mer driftsäker samtidigt som energiförbrukningen reducerades till en tiondel av tidigare förbrukning.
I sammanhanget kan nämnas att NK strax före jul 1924 tände Sveriges första neonskylt utomhus (den första neonskylten inomhus hade Dagens Nyheter vid Stureplan i början av december 1924). NK:s skylt satt på byggnadens fasad mot Hamngatan och var illröd. Det påstås att folk ringde till brandkåren när det röda skenet reflekterades på kringliggande fasader. Skylten syntes över hela Kungsträdgården och Norrmalmstorg.

## Bilder

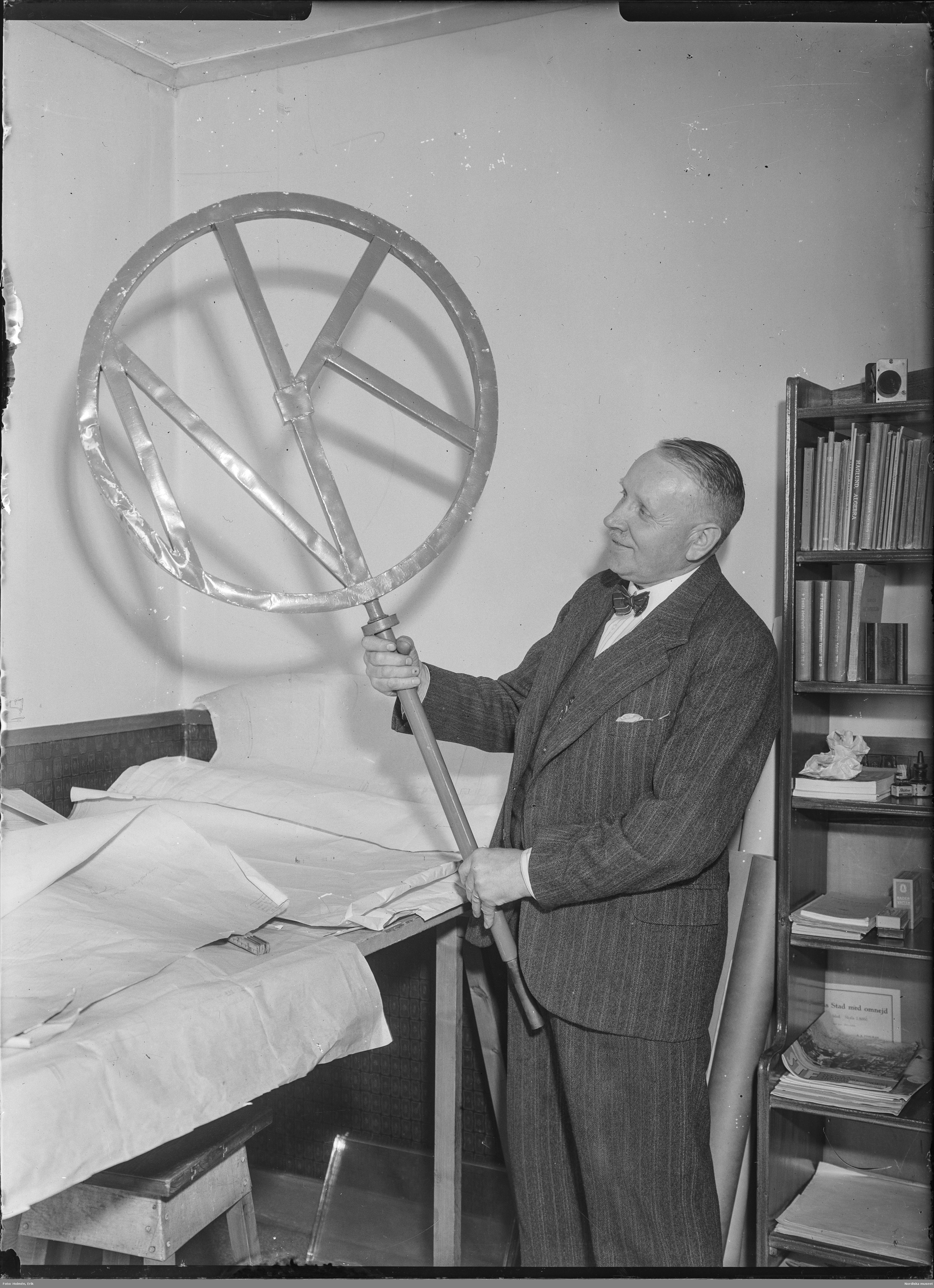
Fabrikör Nilsson med modellen till NK-skylten, 1939.
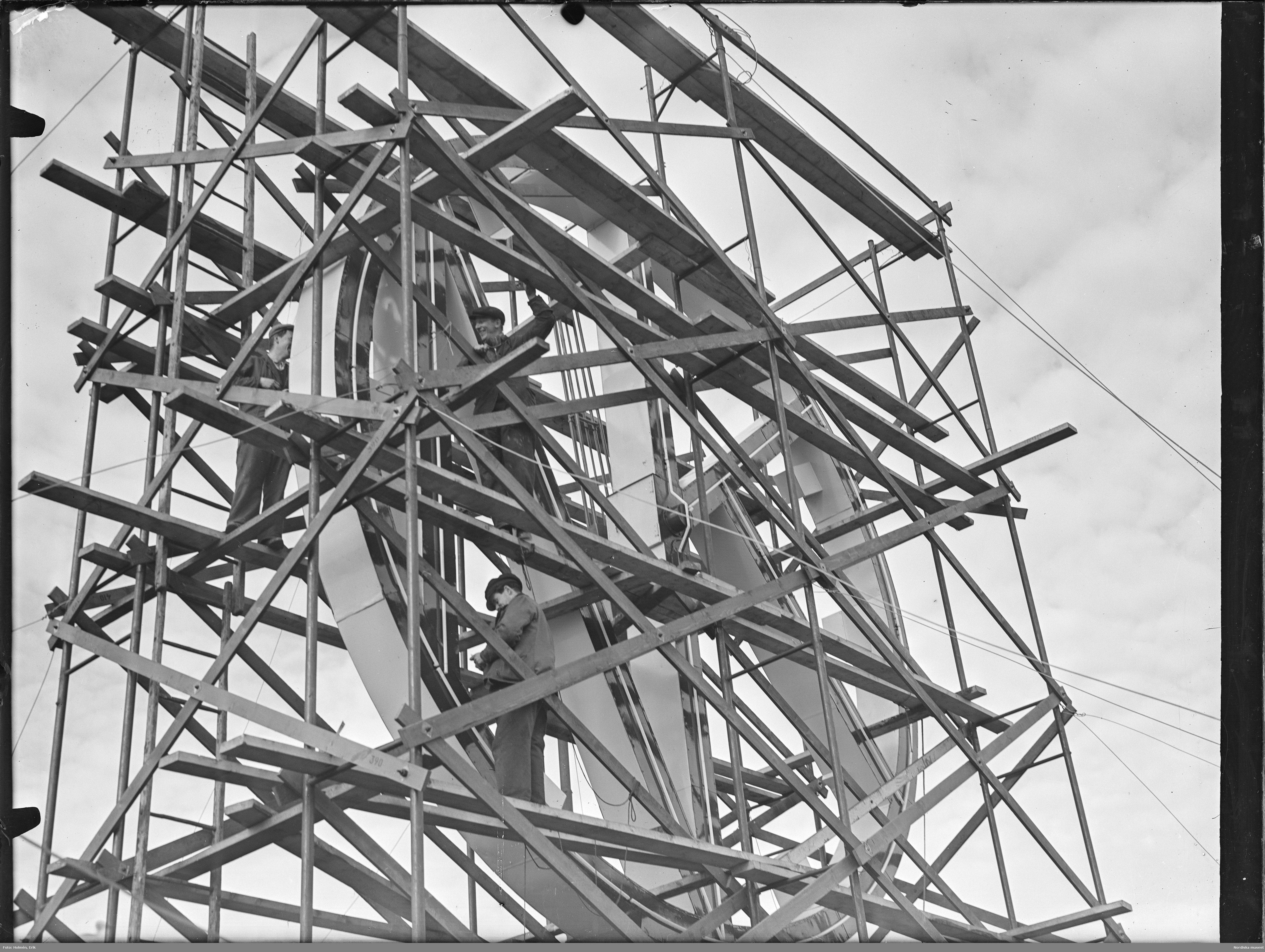
NK-klockan monteras på Telefontornet 1939.
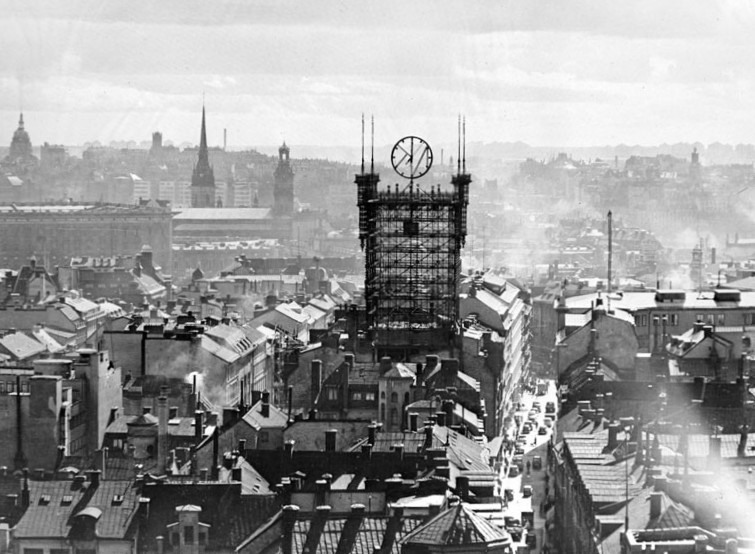
NK-klockan över Klarakvarteren 1952
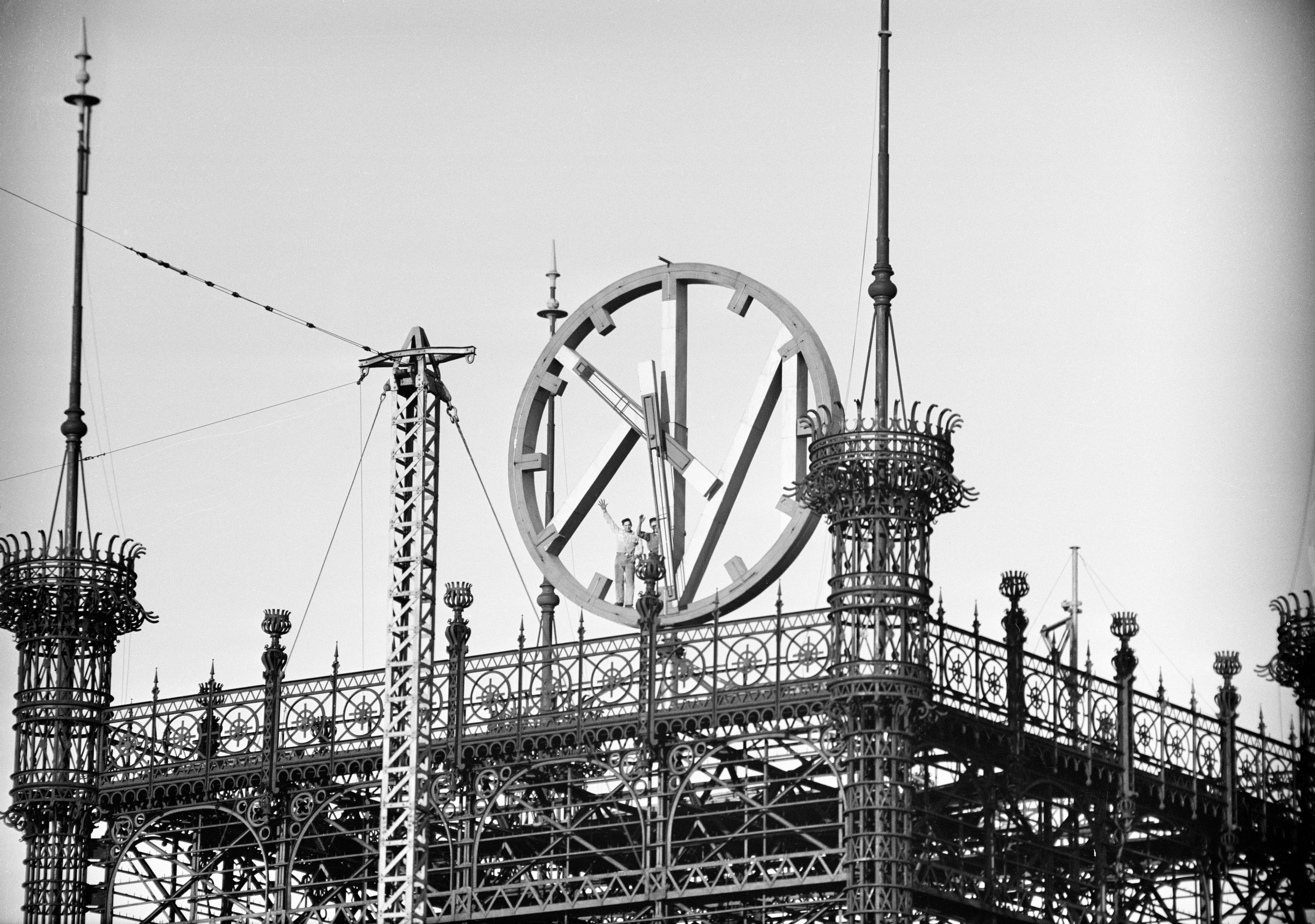
Telefontornet och klockan 1952
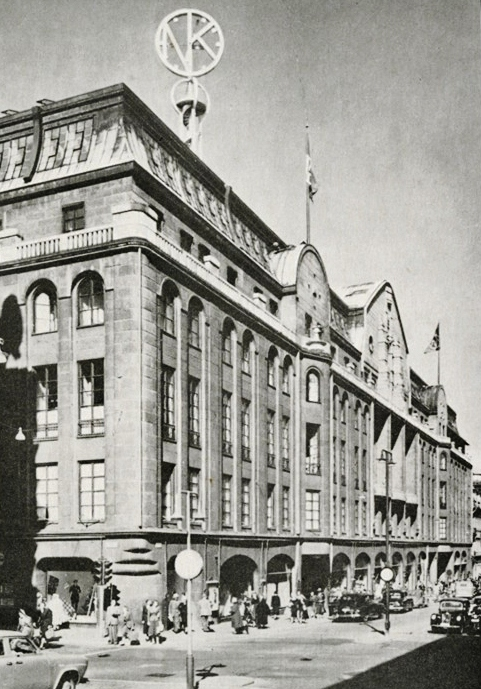
NK och klockan 1958.
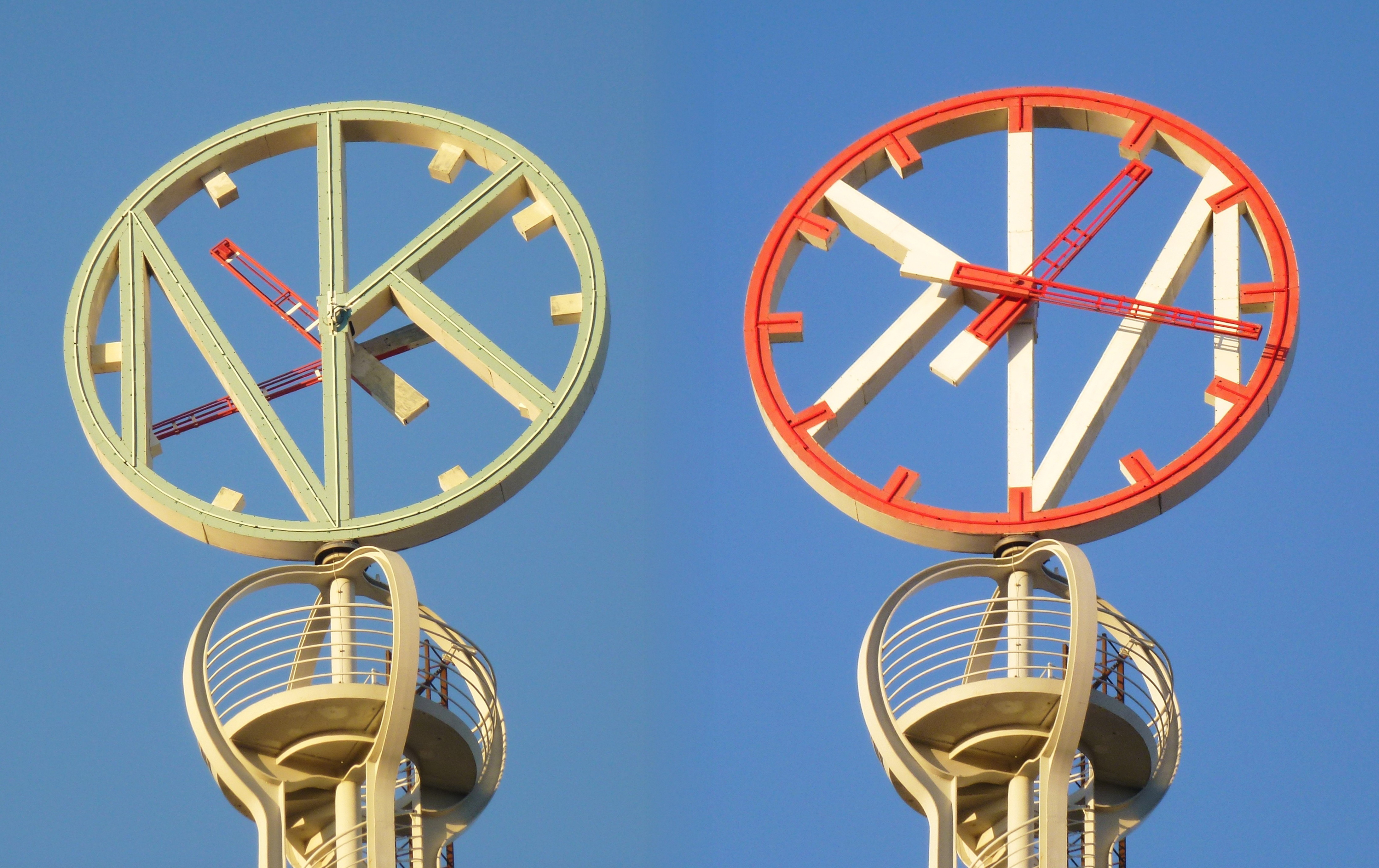
Båda sidor 2013 (fotomontage)